# Samothrake
Samothraki (Grieks: Σαμοθράκη, Samothraki, Latijn: Samothrace) is een eiland in het noordelijk deel van de Egeïsche Zee, dat ook de Thracische Zee wordt genoemd. Het hoort bij Griekenland en de gemeente, dimos, op het eiland heeft dezelfde naam. Het eiland ligt dicht bij de kust van Thracië en maakt deel uit van de bestuurlijke regio, periferia, Oost-Macedonië en Thracië.

## Geschiedenis
Er stond in de klassieke oudheid een heiligdom, het heiligdom van de Grote Goden van Samothrake.
Het eiland werd in de oudheid achtereenvolgens door de Pelasgen, de Kariërs en de Thraciërs bewoond. Er kwam in de 8e eeuw v.C. een nederzetting van mensen uit het eiland Samos, vandaar de naam Samos-Thracië. Het eiland was staatkundig achtereenvolgens onderworpen aan de Perzen, Delos, Athene, Macedonië, Rome, Byzantium, Venetië, en sinds 1457 de Ottomaanse Turken. De Griekse bevolking steunde de opstand van 1821 maar werd bijna geheel uitgemoord of verdreven door de Turkse repressie. Het eiland werd in 1912 een deel van het hedendaagse Griekenland.
Het dankt zijn bekendheid aan de Nikè van Samothrake, in het Oudgrieks Νίκη τῆς Σαμοθράκης, Níkê tês Samothrákês, een beeld in marmer uit de klassieke oudheid, dat de Griekse godin van de overwinning Nikè voorstelt. Het beeld werd in 1863 door de Franse viceconsul bij het Ottomaanse Rijk en amateurarcheoloog Charles Champoiseau gevonden. Het staat nu in museum het Louvre in Parijs. 

## Websites
- (el)  Δήμος Σαμοθράκης